# Marc I Crispo
Marc I Crispo, nascut el 1394, era fill de Francesc I Crispo, i va rebre del seu pare, el 1397 la senyoria de Ios, amb només 4 anys. La va exercir fins a la seva mort el 1450 i el va succeir el seu fill gran Jaume I Crispo d'Ios, que només li va sobreviure dos anys recaient la successió en son germà Francesc I Crispo d'Ios.